# 清水食品
座標: 北緯34度58分26秒 東経138度23分26秒 / 北緯34.97389度 東経138.39056度
清水食品株式会社（しみずしょくひん）は、静岡県静岡市葵区に本社を置き、缶詰などを製造して販売する鈴与グループの会社である。
昭和初期からマグロやミカンの缶詰を開発して輸出に成果を出し、かつての清水市が缶詰産業で栄える始祖となった。
「SSK」ブランドで知られるが、株式会社エスエスケイや佐世保重工業は一切の関係がない。

## 沿革
- 1801年（享和元年）- 初代鈴木與平が回漕問屋播磨屋を創業[3]。
- 1928年（昭和3年）- 静岡県水産試験場技師村上芳雄がビンナガマグロの油漬缶詰（ツナ缶）の開発に成功[2]。
- 1929年（昭和4年）- 村上の呼びかけに応え、六代目鈴木與平が清水食品設立[3]。
- 1930年（昭和5年）- 国産初となるツナ缶の製造に着手、アメリカ合衆国へ輸出を開始。
- 1932年（昭和7年）- 村上が入社[2]。
- 1969年（昭和44年）- 村上が社長に就任。ツナ缶の国内販売を開始[2]。
- 1995年（平成7年）- 静岡市に本社を移転。
- 1999年（平成11年）3月 - 焼津エスエスケイ食品を分社。
- 2011年（平成23年）
  - 10月 - SSKブランドで展開する食品事業の販売事業と製造事業を、親会社の鈴与が9月に全額出資で設立した子会社2社に譲渡と発表。清水食品は工場、設備などの資産管理会社として存続。
  - 11月 - 販売部門を清水食品からSSKセールスへ譲渡。
- 2012年（平成24年）1月 - 製造部門を清水食品からSSKプロダクツへ譲渡。
- 2016年（平成28年）4月 - SSKセールスがSSKプロダクツを吸収合併。
- 2020年（令和2年）4月 - SSKセールスを吸収合併。

## 主な製品
- 缶詰
  - ツナ缶詰 - 「ホワイトツナ」「ライトツナ」の商品名で販売、CMは鈴与グループ及びSSKフーズとして提供する。
  - フルーツ缶詰 - ミカン、桃、ナタデココなど
  - 水産品、蔬菜、豆類缶詰など
- レトルト食品
  - 福島県伊達市福島工場でスープやデザートを製造
- 飲料・医薬品
  - 焼津市エスエスケイフーズがOEM生産
- 寒天
  - 培地用寒天や歯科医療材料を製造
- ドレッシング

## 提供番組
- めざましテレビ（岡山、香川ローカル：2018年4月-、富山ローカル：2019年7月-）